# Serghei Krîjanovski
Serghei Krîjanovski (în rusă Сергей Крыжановский; n. 7 iulie 1996, Florești, raionul Florești, Republica Moldova) este un jucător de biliard moldovean. Campion mondial în 2014 și 2018 la disciplina „piramidei libere”, campion european în 2014 la aceeași disciplină și câștigător al altor câteva turnee majore la diverse discipline. 
În 2009, la vârsta de 13 ani a devenit campion absolut al Moldovei. Actualmente este unul dintre cei mai importanți jucători de biliard rusesc (cunoscut și ca „Pyramid”).